# Saint-Cernin (Cantal)
Saint-Cernin település Franciaországban, Cantal megyében. Lakosainak száma 1047 fő (2022. január 1.). Saint-Cernin Freix-Anglards, Girgols, Jussac, Marmanhac, Saint-Chamant, Saint-Cirgues-de-Malbert, Saint-Illide, Saint-Projet-de-Salers és Tournemire községekkel határos.

## Népesség
A település népessége az elmúlt években az alábbi módon változott:
| Lakosok száma | 1448 | 1245 | 1164 | 1068 | 1118 | 1087 | 1072 | 1070 | 1062 | 1047 |
|               | 1968 | 1982 | 1990 | 2006 | 2013 | 2015 | 2017 | 2019 | 2020 | 2022 |